# Mario Botta

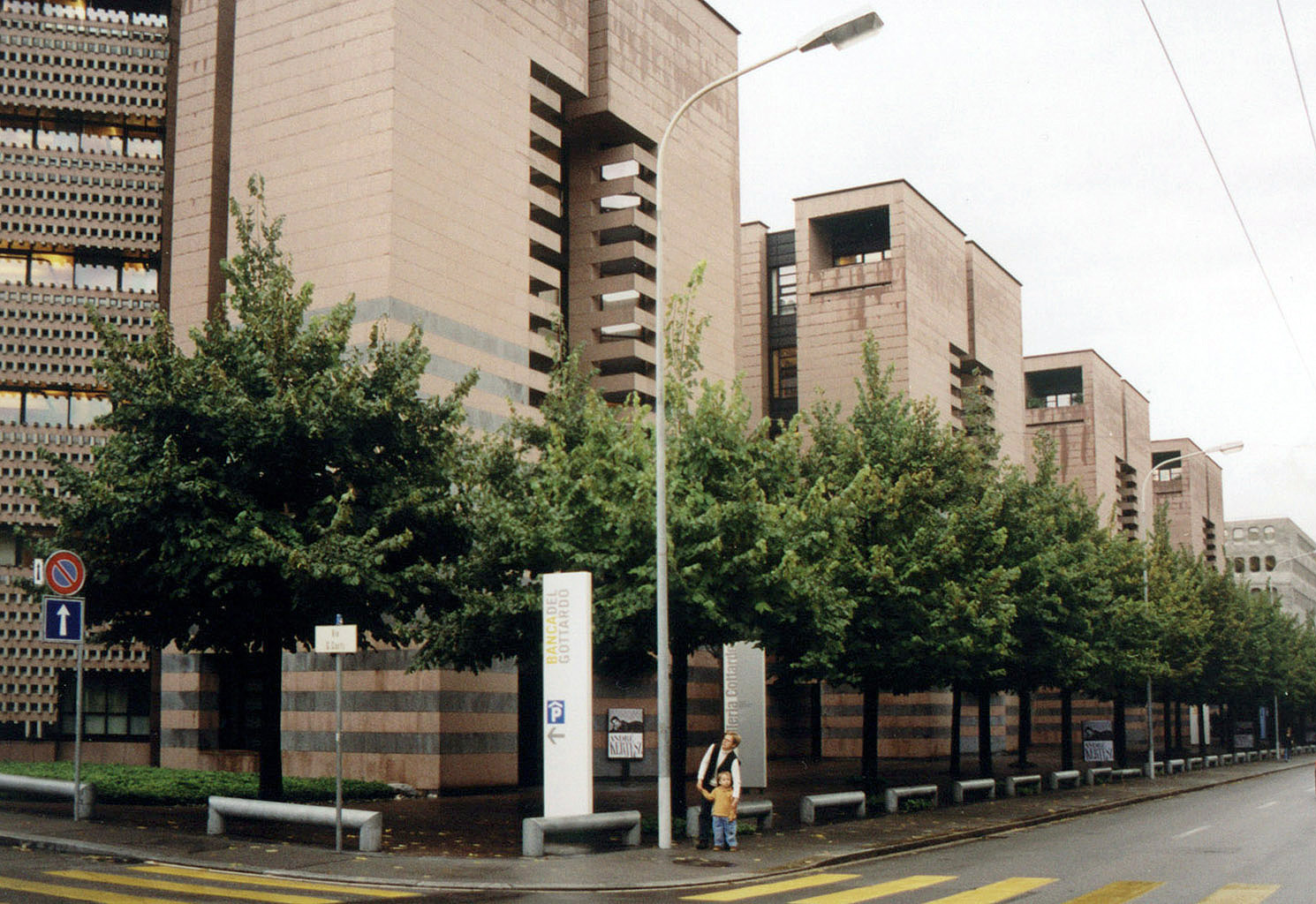
Bank Gottarda w Lugano 1982–1988

Mario Botta (ur. 1 kwietnia 1943 w Mendrisio) – szwajcarski architekt, w 1985 laureat Nagrody Beton, w 1986 Chicago Architecture, w 1989 Baksteen – Royal Dutch Brick Organization, w 1989 Nagrody CICA – Buenos Aires, w 1991 Nagrody Massimo, w 1993 Nagrody Marble – Carrara, w 1993 Nagrody CICA – Buenos Aires, w 1995 Merit Award – AIA, w 1995 International Award Architecture in Stone – Werona, w 1995 Europejskiej Nagrody Kultury – Karlsruhe, w 1996 Crystal Award – WEF Davos, w 1997 SACEC Award, w 1997 i 1999 Nagrody Marble – Carrara, a w 1999 Kawaler Orderu Legii Honorowej w Paryżu.
Przedstawiciel neomodernistycznego regionalizmu w architekturze. Jeden z czterech architektów tesyńskich określanych mianem „czterech muszkieterów” (Snozzi, Vacchini, Galfetti i Botta), współtworzących fenomen w architekturze europejskiej końca XX wieku, zwany „szkołą tesyńską”.

## Życiorys

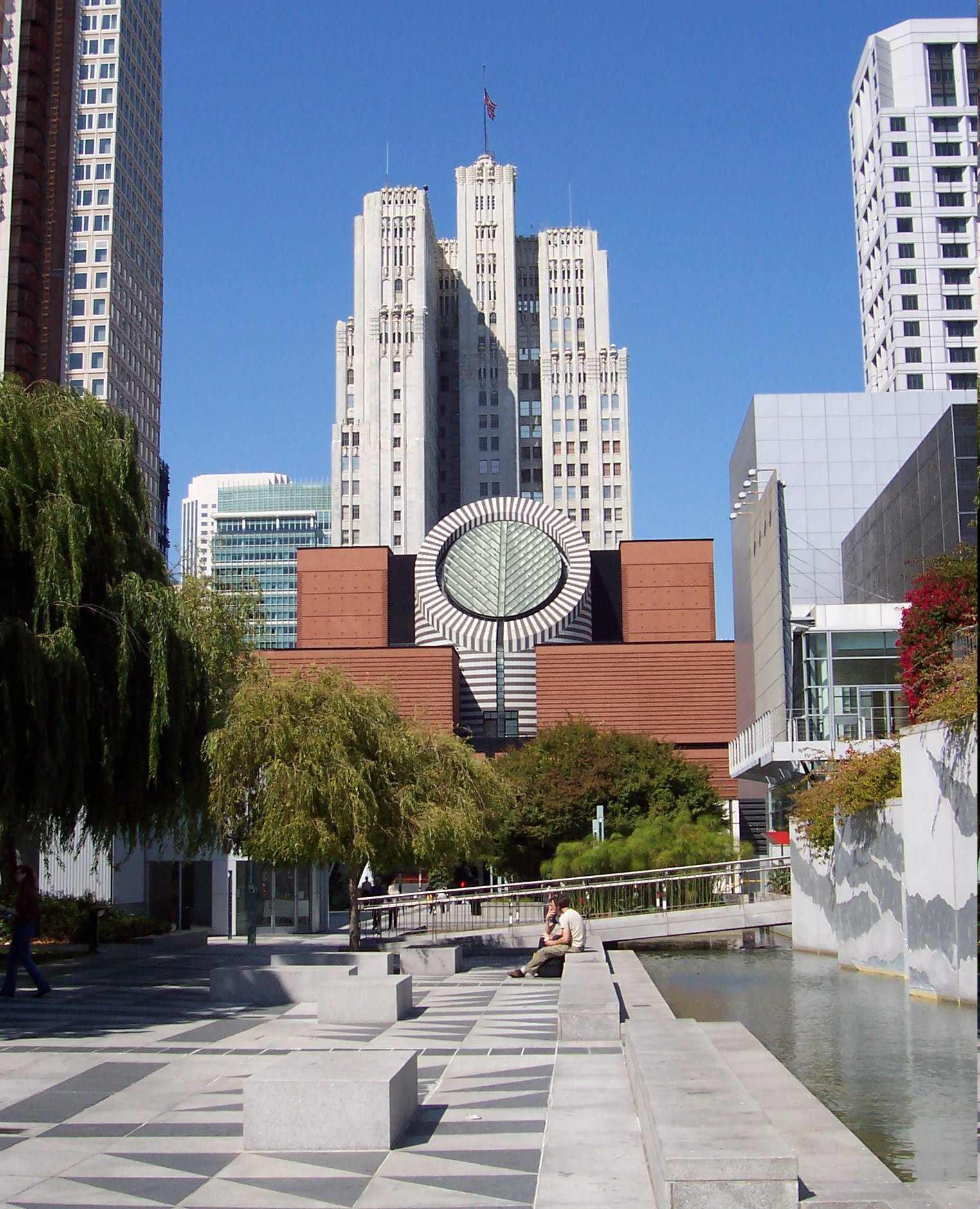
Muzeum Sztuki Współczesnej w San Francisco 1989–1995

Po ukończeniu szkoły podstawowej, w wieku 15 lat rozpoczął naukę jako uczeń rysunku budowlanego w biurze architektów Luigiego Camenischa i Tity Carloniego w Lugano i zaprojektował w wieku 16 lat swoją pierwszą realizację – prezbiterium w Genestrerio (1961–1963). W 1964 ukończył Liceum Artystyczne w Mediolanie, a w 1969 uzyskał dyplom architekta pod kierunkiem Carla Scarpy i Giuseppe Mazzariola na Wydziale Architektury Università Iuav w Wenecji, gdzie w tym czasie miał okazję pracować również dla Le Corbusiera i Louisa I. Kahna. Od 1970 własne biuro w Lugano.
W 1976 profesor zaproszony Politechniki Federalnej w Lozannie, w 1987 profesor zaproszony Wydziału Architektury Uniwersytetu Yale, w 1989 w Escuela de Altos Estudios del CAYC w Buenos Aires; w 1995 doktor honoris causa Wydziału Architektury w Salonikach, w 1996 Wydziału Architektury w Kordowie, w 1997 Wydziału Architektury w Buenos Aires, w 1997 Instytutu Architektury Ion Mincu w Bukareszcie; od 1998 profesor Międzynarodowej Akademii Architektury w Sofii, a w 1996 współzałożyciel i profesor Akademii Architektury w Mendrisio.
W 2014 został laureatem medalu Per Artem ad Deum (Przez sztukę do Boga), który odebrał 9 czerwca 2014 podczas wystawy Sacroexpo w Kielcach.
Jest członkiem:
- SIA – Szwajcarskiego Stowarzyszenia Inżynierów i Architektów w Zurychu
- BSA / FAS – Szwajcarskiej Federacji Architektów w Bazylei od 1978
- Federalnej Komisji Sztuk Pięknych 1982–1987 CFBA
- Szwajcarskiej Akademii Nauk Technicznych od 1996
- Międzynarodowej Akademii Filozofii i Sztuki w Bernie od 1999

oraz członkiem honorowym:
- BDA – Niemieckiej Federacji Architektów w Berlinie od 1983
- AIA – Amerykańskiego Instytutu Architektów w Nowym Jorku od 1984
- AA – Akademii Architektury w Paryżu od 1991
- CAM-SAM – Stowarzyszenia Architektów Meksykańskich od 1994
- RIBA – Królewskiego Instytutu Architektów Brytyjskich od 1997

## Realizacje

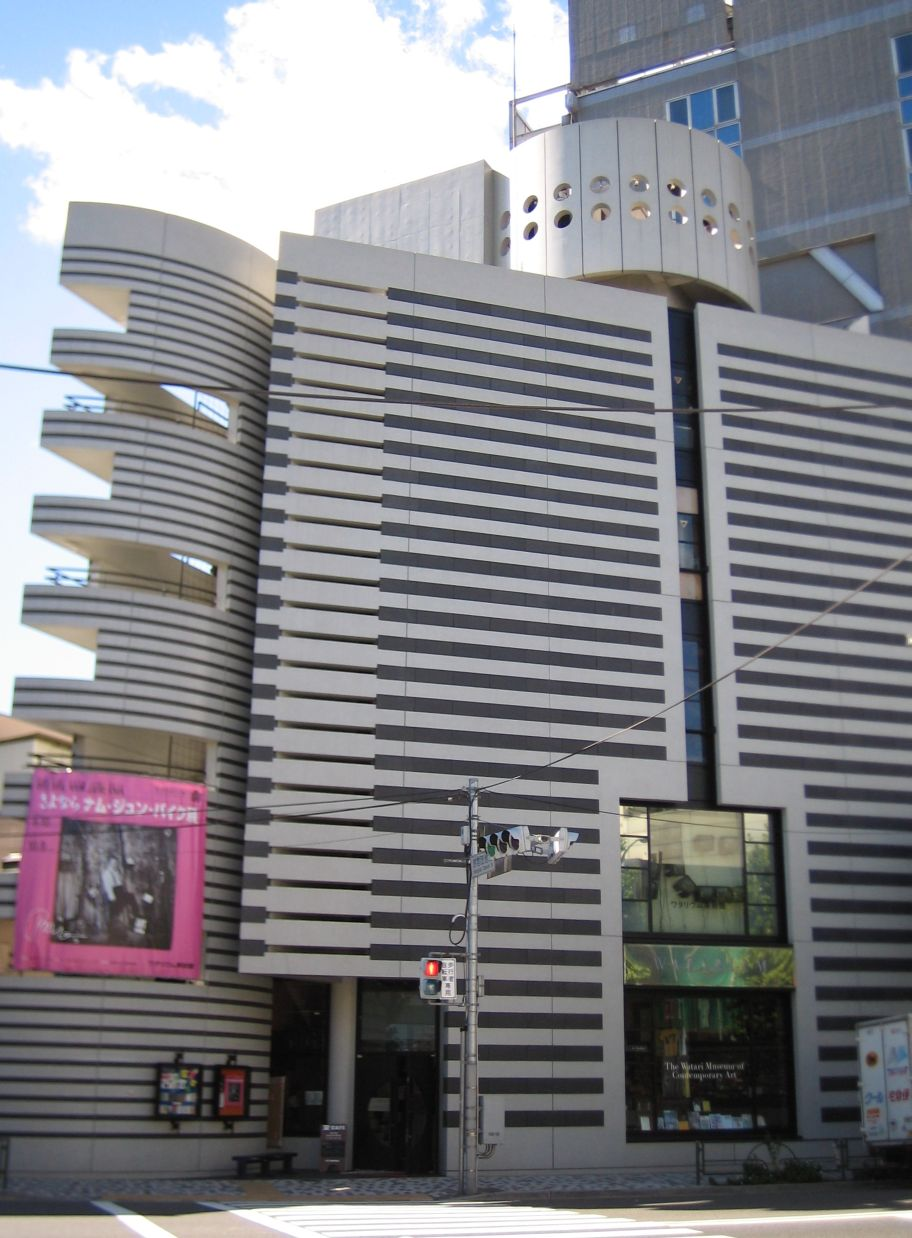
Galeria Sztuki Watari w Tokio 1985–1990

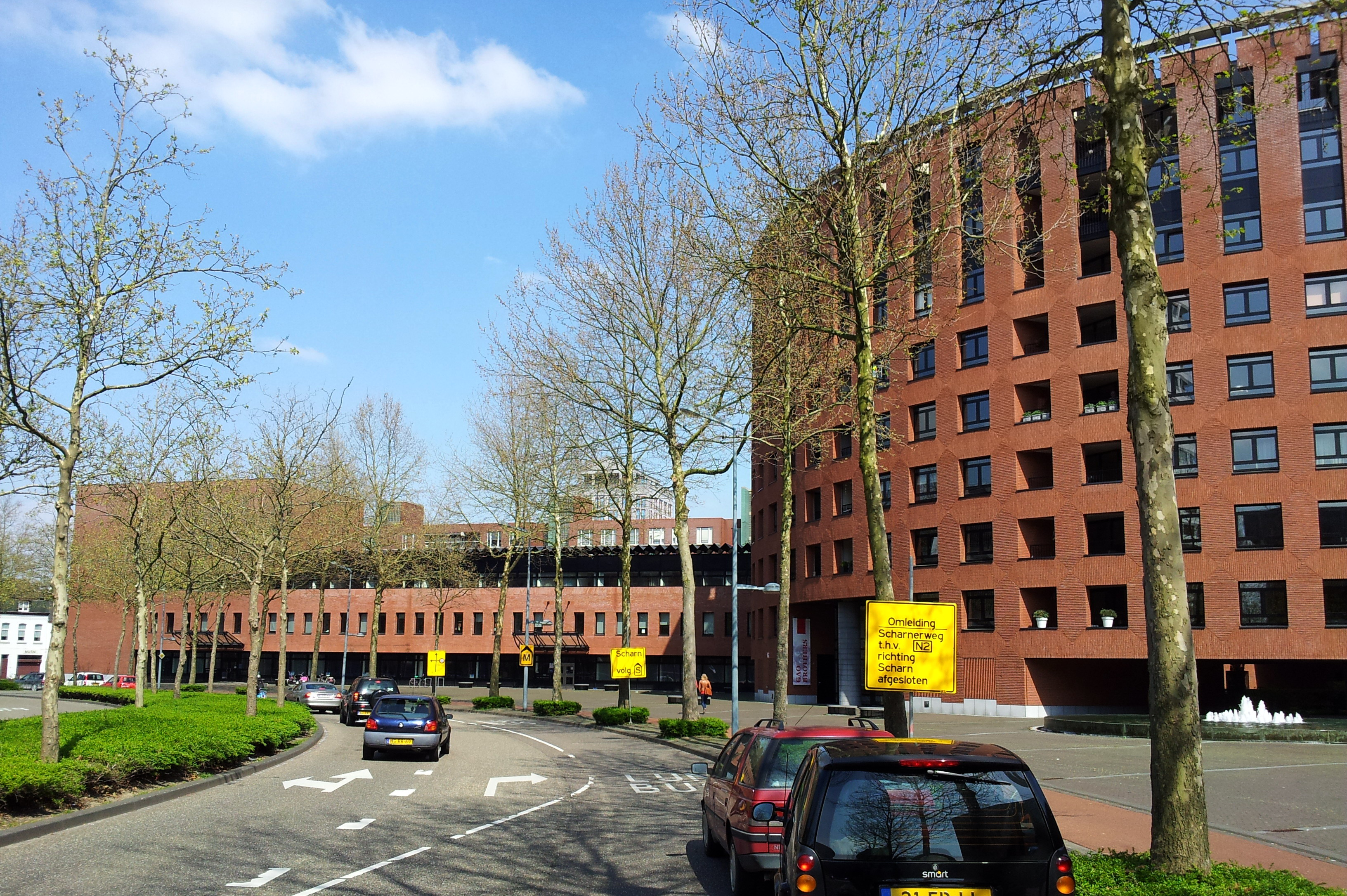
La Fortezza, Maastricht, Holandia

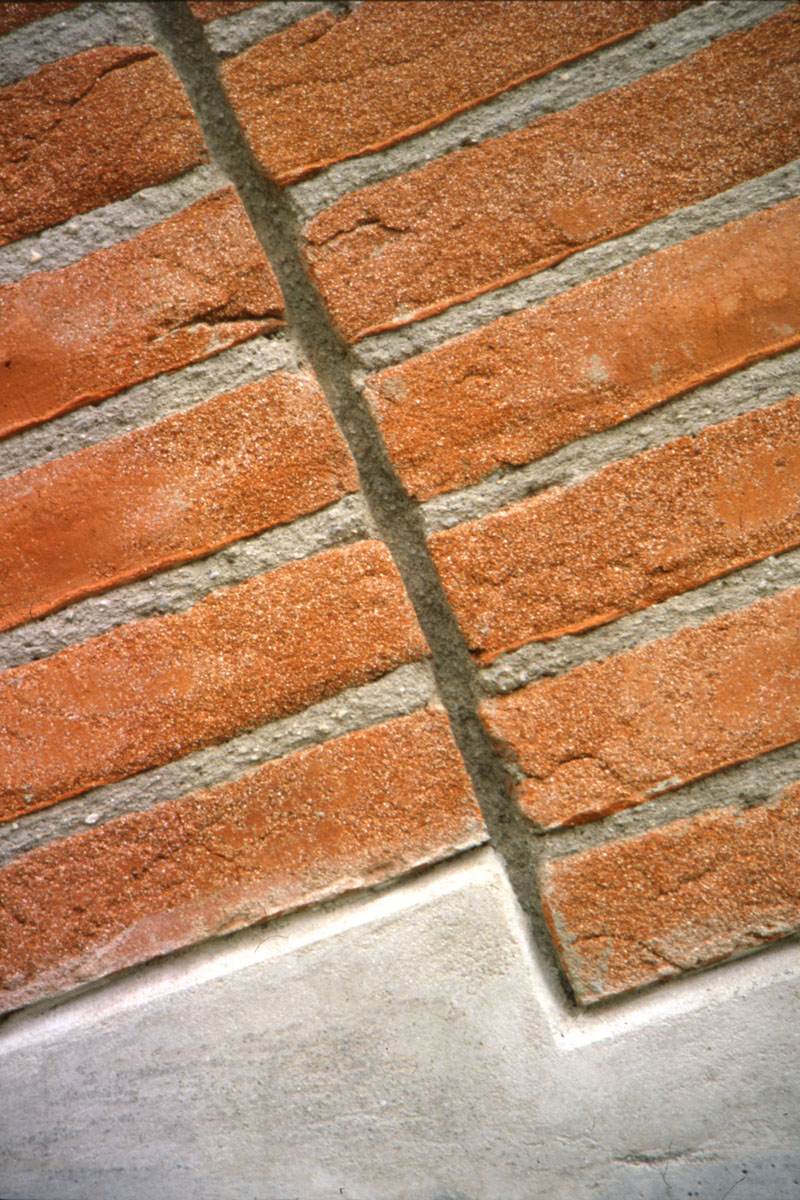
Dom w Manno – detal, Ticino, Szwajcaria

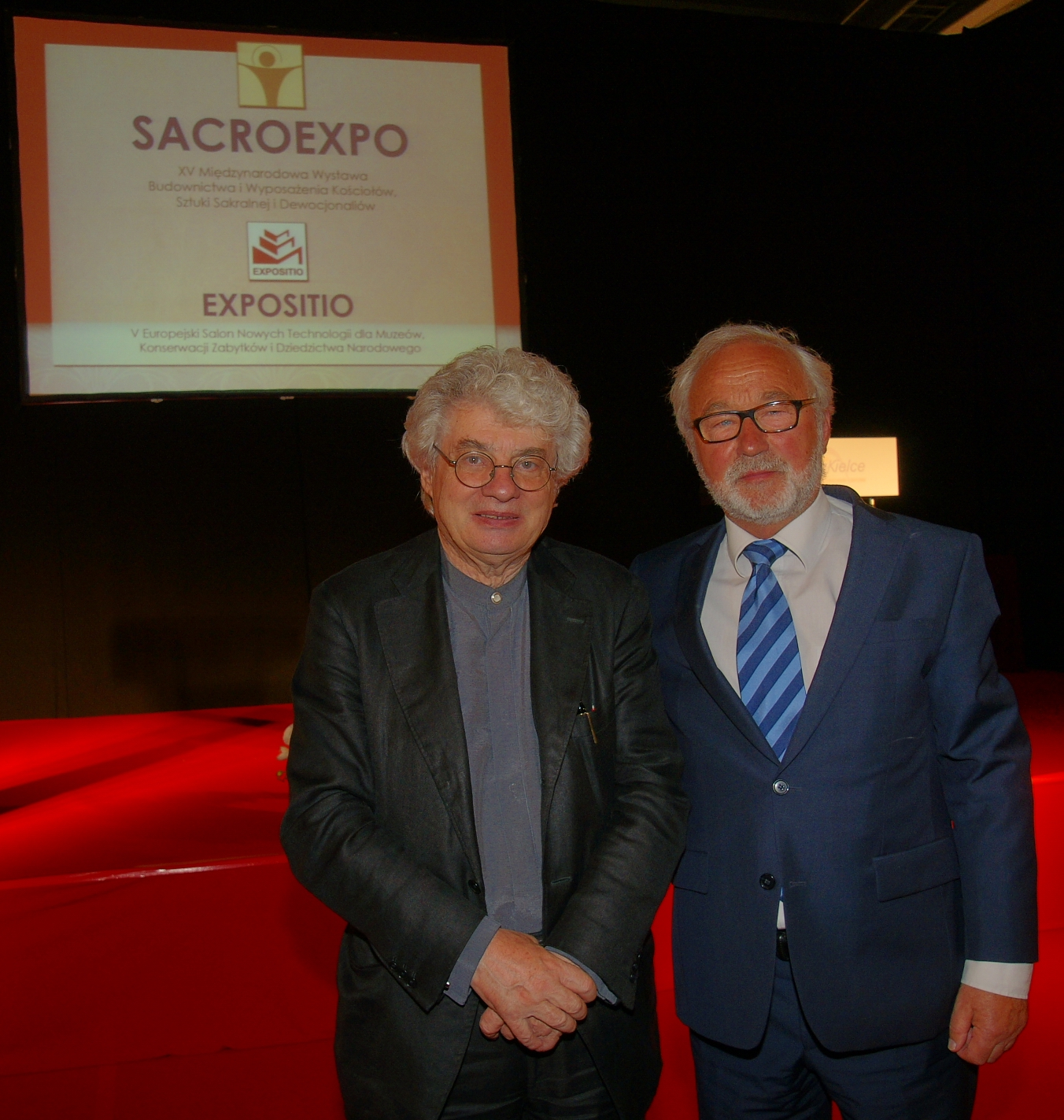
Mario Botta wraz z Adamem Bujakiem, podczas uroczystości wręczenia medalu Per Artem Ad Deum

- 1965–1967 Dom jednorodzinny w Stabio, Ticino, Szwajcaria
- 1970–1971 Dom jednorodzinny w Cadenazzo, Ticino, Szwajcaria
- 1971–1973 Dom jednorodzinny w Riva San Vitale, Ticino, Szwajcaria
- 1972–1977 Szkoła średnia w Morbio Inferiore, Ticino, Szwajcaria rys.
- 1975–1976 Dom jednorodzinny w Ligornetto, Ticino, Szwajcaria
- 1975–1976 Dom jednorodzinny w Maggia, Ticino, Szwajcaria
- 1976–1977 Sala gimnastyczna w Balerna, Ticino, Szwajcaria
- 1976–1979 Biblioteka Konwentu Kapucynów w Lugano, Ticino, Szwajcaria
- 1977–1979 Centrum rzemieślnicze w Balerna, Ticino, Szwajcaria
- 1977–1981 Bank Kantonalny, Fryburg, Szwajcaria
- 1979–1981 Dom jednorodzinny w Massagno, Ticino, Szwajcaria
- 1980–1981 Dom jednorodzinny w Viganello, Ticino, Szwajcaria
- 1980–1982 Dom jednorodzinny w Stabio (Casa Rotonda), Ticino, Szwajcaria
- 1981–1982 Dom jednorodzinny w Origlio, Ticino, Szwajcaria
- 1981–1985 Budynek administracyjny Palazzo Ransila I w Lugano, Ticino, Szwajcaria
- 1982–1987 Teatr i Dom Kultury w Chambéry, [rancja
- 1982–1988 Bank Gottarda w Lugano, Szwajcaria
- 1983–1984 Dom jednorodzinny w Morbio Superiore, Ticino, Szwajcaria
- 1984–1988 Dom jednorodzinny w Breganzona, Ticino, Szwajcaria
- 1984–1988 Mediateka w Villeurbanne, Francja
- 1985–1990 Galeria Sztuki Watari w Tokio, Japonia
- 1985–1991 Budynek administracyjny Ransila II w Lugano, Ticino, Szwajcaria
- 1986–1990 Budynek mieszkalny „Palazzo Botta” w Lugano, Ticino, Szwajcaria
- 1986–1992 Budynek administracyjny „5 Continenti"” w Lugano, Ticino, Szwajcaria
- 1986–1992 Kościół w Mogno, Ticino, Szwajcaria
- 1986–1993 Budynek Caimato, w Lugano, Ticino, Szwajcaria
- 1986–1995 Budynek Banku UBS, Bazylea, Szwajcaria
- 1987–1990 Dom jednorodzinny w Manno, Ticino, Szwajcaria
- 1987–1992 Kościół w Pordenone, Ticino, Szwajcaria
- 1987–1995 Kościół w Sartirana di Merate, Włochy
- 1987–1996 Bank Bruxelles Lambert, Genewa, Szwajcaria
- 1988–1991 Budynek mieszkalno-biurowy, Bellinzona, Ticino, Szwajcaria
- 1988–1993 Rezydencje w Novazzano, Ticino, Szwajcaria
- 1988–1998 Budynek administracyjny Swisscom, Bellinzona, Ticino, Szwajcaria
- 1988–1995 Katedra w Évry, Francja
- 1988–2003 MART Muzeum Sztuki Współczesnej Trento i Rovereto, Trydent, Włochy
- 1989–1994 Dom jednorodzinny w Montagnola, Ticino, Szwajcaria
- 1989–1995 Muzeum Sztuki Współczesnej w San Francisco, Stany Zjednoczone ,
- 1989–2003 Wieża Kyobo, Seul, Korea Południowa
- 1990–1992 Dom jednorodzinny w Daro, Ticino, Szwajcaria
- 1990–1992 Dom jednorodzinny, Bellinzona, Ticino, Szwajcaria
- 1990–1996 Kaplica Santa Maria degli Angeli, Monte Tamaro, Szwajcaria
- 1990–1999 Zespół mieszkalno-biurowy „La Fortezza”, Maastricht, Holandia
- 1991–1998 Centrum komercyjno-mieszkaniowe, Mendrisio, Ticino, Szwajcaria
- 1992–1993 Scenografia dla Opery w Zurychu, Zurych, Szwajcaria
- 1992–1996 Dom jednorodzinny w Monte Carasso, Ticino, Szwajcaria
- 1992–1997 Dom opieki w Novazzano, Ticino, Szwajcaria
- 1993–1996 Muzeum Jean Tinguely w Bazylei
- 1993–1998 Centrum serwisowe, Piotta, Ticino, Szwajcaria
- 1993–2000 Liceum Naukowe, Pieve, Włochy
- 1994–2004 Kościół w Seriate, Włochy
- 1995–1999 Biblioteka Miejska, Dortmund, Niemcy
- 1995–2001 Przebudowa Muzeum Vela w Ligornetto, Ticino, Szwajcaria
- 1995–2004 Leeum – Muzeum Sztuki Samsung, Seul, Korea Południowa
- 1996–1998 Synagoga Cymbalista, Tel Awiw, Izrael
- 1996–2003 Kompleks biurowy TCS Noida, New Delhi, Indie
- 1997–2000 Stacja kolejki, Cardada, Ticino, Szwajcaria
- 1997–2000 Centrum Dürrenmatt Neuchâtel, Neuchâtel, Szwajcaria
- 1998–1999 Dom jednorodzinny w Konigsberg, Niemcy
- 1998–2001 Narodowe Centrum Sportu w Tenero, Ticino, Szwajcaria
- 1998–2003 Muzeum Fundacji Martina Bodmera w Cologny, Szwajcaria
- 1998–2004 Tour de Moron, Malleray, Szwajcaria
- 1998–2004 Zespół mieszkaniowy w Deventer, Holandia
- 1999 Restauracja Placu Manzoni w Lugano, Ticino, Szwajcaria
- 1999–2001 Kompleks biurowy Harting w Minden, Niemcy
- 1999–2003 Cantina Petra w Suvereto, Włochy
- 2000 San Carlino, jezioro Lugano, Ticino, Szwajcaria
- 2000–2002 Dwa domy weekendowe w Cardada, Ticino, Szwajcaria
- 2000–2006 Kościół parafialny Santo Volto w Turynie, Włochy
- 2001–2002 Terminal autobusowy w Lugano, Ticino, Szwajcaria
- 2001–2006 Towarzystwo ubezpieczeniowe Ethinki w Atenach, Grecja
- 2002–2004 Restauracja Teatru la Scala w Mediolanie, Włochy
- 2003–2006 Tschuggen Grand Hotel w Arosa, Szwajcaria
- 2004 Dom jednorodzinny w Bernareggio, Włochy
- 2004–2010 Zespół biurowo-mieszkaniowy Campari w Sesto San Giovanni, Włochy
- 2005–2010 Budynek mieszkalny w Gallarate, Włochy
- 2005–2011 Palazzo Fuoriporta w Mendrisio, Szwajcaria
- 2006 Werner Oechslin Library w Einsiedeln, Szwajcaria
- 2006–2009 Piwnice win w Clos de Faugieres, Francja
- 2006–2008 Agora club house w Jeju Island, Korea
- 2007 Phoenix Island Villa Condo & Club House w Seogwipo-si, Korea
- 2007–2010 Nowy Szpital w Vimercate, Włochy
- 2007–2010 Muzeum Bechtlera w Charlotte, Stany Zjednoczone
- 2007–2010 Area Appiani w Treviso, Włochy
- 2008–2011 Biblioteka naukowa Uniwersytetu Tsinghua w Pekinie, Chiny
- 2008–2012 Centrum uzdrowiskowe w Rigi Kaltbad, Rigi, Szwajcaria
- 2009–2012 Hotel Twelve at Hengshan w Szanghaju, Chiny]
- 2010–2014 Wydział Biologii i Biomedycyny Uniwersytetu w Padwie, Włochy
- 2011 Lu Xun Academy of Fine Arts w Shenyang, Liaoning, Chiny
- 2011–2013 Kaplica Granato, Penkenjoch, Zillertal, Austria

## Publikacje
- Mario Botta, Etica del costruire, Editori Laterza, Bari 1996, ISBN 978-88-420-4749-0
- Mario Botta, Modelli di architettura, Alinea, 2000, ISBN 978-88-8125-404-0
- Mario Botta, Quasi un diario. Frammenti intorno all'architettura, Le Lettere, Firenze 2003, ISBN 978-88-7166-698-3
- Mario Botta, Elisabetta Fabbri, Franco Malgrande, Il Teatro alla Scala. Restauro e ristrutturazione, Skira, Milano 2005, ISBN 88-7624-311-9
- Mario Botta, La chiesa del Santo Volto a Torino, Skira, Milano 2007, ISBN 8861306134
- Mario Botta, Paolo Crepet, Giuseppe Zois, Dove abitano le emozioni, Einaudi, Torino 2007, ISBN 978-88-06-19016-3

## Odznaczenia
- Krzyż Komandorski Orderu Gwiazdy Rumunii (Rumunia, 1999)[1]